# 歩子
歩子（ぽこ、本名：羽生 幸次郎（はぶ こうじろう）、1976年8月19日 - ）は、日本のお笑いタレント。東京都・練馬区出身。吉本興業東京本社所属。旧芸名はハブ、ハブサービス。

## 来歴・人物
- 坊主頭が特徴。
- 運動が得意で体も鍛えている。
- 柔軟な体によるポージングと色つきタイツでさまざまな事象を表現する「タイツアート」を展開している[2]。
- かつてはお笑いトリオ「Bコース」として活動し、漫才中に「甘栗むいちゃいましたみたいな顔」「行け!稲中卓球部に出てきそうな顔」と良くイジられていた。
- 旧芸名は「ハブ」「ハブサービス」。はりけ〜んずなどには「ブーハー」と呼ばれていた。
- 両親は二人とも英語教師。
- 将棋棋士の羽生善治は従兄[3]。
- ギターが得意で、コント等でもよく披露する。
- かつて、田村淳（ロンドンブーツ1号2号）と同居していたことがある。
- 椿鬼奴に気に入られている（東野幸治曰く「しんじを降ろしてキュートンに入れたいんちゃう」）。
- COWCOW主催の“一発ギャグ日本一”を競うイベント『大秒殺』で2008・2009年と2年連続優勝。実力派ギャガーとして世界のナベアツから「変態芸 世界一」と評価されている[4]。
- 2020年11月10日、「歩子」に改名[5]。

## 出演
トリオでの出演歴についてはBコースを参照。

### テレビ
- 笑う妖精（テレビ東京）
- とんねるずのみなさんのおかげでした（フジテレビ）
- ショーバト!（日本テレビ）
- 演技者。（2002年、フジテレビ）坂上もどろ役
- あらびき団（2008年3月12日 - 、TBS）
- 松本見聞録（2008年10月12日、TBS）「ギャグ数珠つなぎ」コーナー
- キャくれ家（2010年8月13日・2011年3月18日、朝日放送）
- ギブアップ嬢（2010年12月8日、日本テレビ）
- 火花 第2話（2016年6月3日、Netflix）
- ラン×スマ 街の風になれ （2012年12月 - 、NHK BS1）
- 水曜日のダウンタウン（2021年3月24日、TBS）
- ザ・細かすぎて伝わらないモノマネ（2023年12月16日、フジテレビ）

### インターネット番組
- 街録ch〜あなたの人生、教えて下さい〜（2021年、YouTube番組）

### ゲーム
- 龍が如く0 誓いの場所（2015年3月12日、PlayStation 4、PlayStation 3、セガ）- 絶倫君 役[6]